# Grotta Bella
Grotta Bella è una cavità posta a 530 metri di altitudine sulle pendici calcaree del monte L’Aiola, nel territorio di Santa Restituta, frazione del Comune di Avigliano Umbro (TR). 

## Descrizione
La più antica citazione della cavità è dovuta a Bernardino Lotti, un geologo che ebbe modo di visitarla nel 1902, che così ne scriveva: 
L’area dell'ingresso, cui segue un enorme salone sotterraneo, risente della vicinanza della superficie, tanto a livello di microclima quanto a livello di luminosità, restando per lungo tratto in una penombra.
Più internamente la grotta si sviluppa negli approfondimenti, di cui alcuni facilmente in qualche modo facilmente raggiungibili, altri, invece, caratterizzati da percorsi piuttosto difficili e per tale motivo generalmente frequentati solo da speleologi esperti. Il salone d’ingresso, ha assunto la forma attuale dopo vicende evolutive assai travagliate, che l’hanno visto soggetto a numerosi fenomeni di crollo, quasi certamente anche a seguito di eventi sismici. Motivo per cui oggi il suo piano di calpestio è completamente costituito da accumuli di detriti rocciosi, in parte ricoperti da sedimenti terrosi dovuti ad apporti provenienti dall’esterno.
Lungo la gran parte delle pareti della vasta sala, e in modo particolare su quelle orientali, si osservano possenti e tozze stalattiti, da cui deriva, soprattutto nei periodi fortemente piovosi, un intenso stillicidio interno.
Ovunque qui, purtroppo, si scorgono profonde buche e accumuli disordinati di sedimenti, frutto dell’intensa attività degli scavatori clandestini la cui presenza nella cavità è attestata e segnalata da oltre sessant’anni a questa parte. Gli sterri rappresentano una vera piaga di questa grotta: oltre a rovinare lembi di giacimento ancora in situ, dislocano e disperdono reperti che, invece, potrebbero fornire importanti informazioni scientifiche.
Oltre il grande salone iniziale, allorché la penombra dipendente dalla vicina superficie cede definitivamente il passo all’oscurità, si raggiungono una serie di approfondimenti, di cui alcuni facilmente accessibili, altri molto meno.
Il buio completo, qui, permette ad una fauna diversificata di trovare un ambiente ideale per vivere. È possibile vedere chirotteri, che dimorano nella cavità con varie colonie, chiocciole penetrate nella grotta dall’esterno e poi adattatasi alla vita in profondità. E, ancora, le Dolichopoda, una cavalletta delle grotte, anch’essa una formidabile colonizzatrice dei settori ipogei più discosti dalla superficie.
I settori più profondi della grotta, peraltro, sono anche quelli che raccontano storie di vecchie visite effettuate nel sistema ipogeo. Tutta la parete di una condotta terminale, e la sala in cui essa sbocca, riportano centinaia di firme di coloro che, soprattutto agli inizi fino alla metà del secolo scorso, si internarono nella cavità per ammirarne le bellezze e le peculiarità interne.

## Archeologia
Grotta Bella possiede un giacimento archeologico di grande interesse scientifico. Le tre campagne di scavo compiute dall’Università di Milano nei primi anni Settanta hanno messo in evidenza una sequenza stratigrafica riferita ad un periodo di circa 6000 anni, con fasi di frequentazione umana nell’età neolitica, durante l’età del Bronzo, quindi – oramai in tempi storici – in età preromana e romana.
Di particolare interesse risulta l’aspetto cultuale rivestito dalla grotta che, per un periodo di circa 1000 anni, dal VI secolo a.C. sino al V secolo d.C., svolse la funzione di importante centro religioso del territorio, come attestano numerose offerte votive tra cui questi splendidi bronzetti.
Le esplorazioni del Gruppo Speleologico Todi, svolte nel 1981, hanno permesso di scoprire un’area di frequentazione preistorica dapprima del tutto sconosciuta, che può fornire nuove importanti conoscenze sulla cavità. In uno di questi luoghi, ostile per i più, dove si arriva utilizzando corde e a costo del superamento di alcuni passaggi stretti e potenzialmente pericolosi, è stato scoperto, inaspettatamente, il cranio di un individuo di sesso femminile probabilmente di giovane età. Il cranio è semi-inglobato nella concrezione stalagmitica e parte della calotta è addirittura compresa nella calcite. Come si è potuto osservare, altri resti ossei sono evidenti a fianco del cranio: si tratta, in particolare, di frammenti di costole e le falangi delle mani, anch’essi variamente inglobati nella concrezione.
Parte della mandibola giace sotto il cranio, mentre nella zona più interna si riconoscono alcune vertebre toraciche. Con ogni evidenza si tratta di resti ossei umani che non sono capitati là casualmente. Questi resti giacciono in un luogo dove sono arrivati con le parti molli del cadavere ancora attaccate alle ossa. A tal riguardo due sono le ipotesi da prendere in considerazione: o si tratta di un individuo deposto intenzionalmente in quel luogo da altre persone (quindi una sepoltura intenzionale) oppure si tratta di un individuo che, pervenuto in quel luogo con le proprie gambe, vi sia infine rimasto intrappolato per cause che non conosciamo.
Un aspetto di grande interesse è l’età dei resti ossei: considerando che il cranio è parzialmente inglobato alla base e dentro una stalagmite alta circa 80 centimetri, se si considerano i tempi lentissimi di accrescimento delle concrezioni stalagmitiche, sembra logico ipotizzare una pertinenza dei resti umani ad età preistorica. Al momento non sappiamo quale sia il periodo di riferimento, ma contiamo sulle eventuali analisi scientifiche dei reperti ossei e lo studio antropologico del luogo di giacimento, per saperne di più nel prossimo futuro.
Un altro aspetto archeologico che attende risposte esaustive è la curiosissima e formidabile dispersione di tegole di età romana negli ambienti sotterranei. La quantità di tali manufatti è impressionante, assolutamente atipica per un contesto sotterraneo, e lascia prefigurare scenari interessanti.
Forse la grotta conteneva, nella sua fase d’utilizzo a fini cultuali, uno o più edifici con alzato ligneo (di cui oggi non resta alcuna traccia) e copertura con tegole di terracotta? Oppure tali tegole rappresentano ciò che resta di un sistema di raccolta e canalizzazione delle acque di stillicidio, abbondanti in tutto il salone d’ingresso nei periodi fortemente piovosi? Interrogativi di grande interesse, cui si potrà dare una risposta solo con futuri studi.